# Indoiranski jeziki
Indoiranski jeziki so skupina jezikov v okviru indoevropske jezikovne družine. 
Delijo se na tri podskupine:
- indoarijski jeziki - stara indijščina (jezik verske pesnitve Vede; klasična indijščina oz. sanskrt) in njeni nasledniki: hindijski, bengalski, nepalski, maratski, urdujski, gudžaratski, singalščina in drugi
- iranski jeziki - jezik Aveste in stara perzijščina, današnji novoperzijski jezik (farsi), kurdski, afganski (dari), paštunski, osetinski, balučijski, tatski, tališki, lurijski.

Antični ide jezik je stara indijščina. Stara indijščina se nanaša na umetno kodifikacijo indijskega jezika okoli leta 400 pr. n. št.
- nuristanski jeziki